# Alfred Berquet
Pour les articles homonymes, voir Berquet.
Alfred Berquet est un homme politique français né le 26 août 1860 à Crespin (Nord) et décédé le 5 mars 1939 à Calais (Pas-de-Calais).
Pharmacien en 1885, docteur en médecine en 1896, il est conseiller municipal de Calais de 1908 à 1925 et premier adjoint de 1908 à 1919. Il est député du Pas-de-Calais de 1919 à 1928, siégeant sur les bancs radicaux.

## Sources
- « Alfred Berquet », dans le Dictionnaire des parlementaires français (1889-1940), sous la direction de Jean Jolly, PUF, 1960 [détail de l’édition]